# Luis de Morales
Luis de Morales (Badajoz, 1510 vagy 1511 – Badajoz, 1586, május 9.) spanyol festő.

## Pályafutása
Születésének évét maga sem tudta pontosan, 1584 decemberében egy eskü alatt tett írásos nyilatkozatban azt állította, hogy 73 vagy 74 éves. Halála is csak nagy valószínűséggel köthető Alcántarához, ahol élete utolsó öt évében élt és 1586-hoz. Lánya, Isabel azt állította, hogy apját a badajozi Hospital de la Antigua Piedad kórház templomának főoltárához temették, felesége, Leonor de Chaves földi maradványai mellé.
Morales kezdetben a Salamancához közeli Plasenciában élt. 1535-ben fizetséget kapott szobrok aranyozásáért és színezéséért, valamint az Aldeanueva de la Vera-i Szent Péter apostol templom Guillermín de Gant által festett oltárképének bírálatáért. Egy 1537. január 25-én datált kezes levél, amely szerint előleget vett fel a Belvís de Monroy-i templom oltárképére, plasenciai festőként említi. Ezekből az következik, hogy a művész legalább 1535 és 1537 között Plasenciában élt.
Morales 1539-ben költözött Badajozba, ahol műhelyt nyitott. A hagyomány szerint a város volt a szülőhelye is, de ezt nem támasztja alá bizonyíték. Badajoz valószínűleg csak azután lett központi helyszíne az életének, hogy feleségül vette Leonor de Chavest. Felesége hét gyermeket szült neki, és családja segített ügyfélköre szélesítésében.
A művész 1539-1540-ben megkezdte a Badajoztól kevesebb mint ötven kilométerre délre található Villanueva de Barcarrota-i templom oltárképének készítését. Valószínűleg Juan Portocarrero, a település első őrgrófja rendelte meg az alkotást. Morales egész életében sokat utazott, hogy különböző megbízásait teljesítse, de más bevételi forrásai is voltak: saját házzal és termőfölddel rendelkezett, amelyen legeltetett, olívát és szőlőt termesztett. Életének ez a része és a miliő, amely körbevette, egyértelműen falusi jellegű volt, amely megjelenik abban is, hogy Juan de Ribera püspök több megbízása után is búzában vagy árpában, esetleg felszerszámozott lóval fizetett.
Morales hosszú, ötvenéves, alkotásokban gazdag karriert futott be; Extremadura-szerte megbecsültek. Mintegy húsz oltárképet, száz vallásos táblaképet készített. Oltárképei csak Plasenciában és Arroyo de la Luzban maradtak fenn eredeti formájukban. Az Higuera la Real-i táblaképek is fennmaradtak, de az oltár szerkezetét átalakították az évszázadok során. Néhány panelje maradt csak meg az évorai katedrális, az alcántarai kolostortemplom és a badajozi katedrális oltárjának. Morales legfontosabb munkáit 1540 és 1550 között végezte. A nagyobb munkák mellett a tehetősek megrendelésére kisebb méretű képeket, tablillasokat és pieçasokat festett. Munkái közül kiemelkedik 1546-os alkotása, a A szűz és a gyermek kismadárral. Ez az egyetlen munkája, amelyet datált. A megrendelő a badajozi Hospital de la Concepción kórház volt.
A művész 1552-ben a Santa María del Castillo-i templomban, egy évvel később pedig a badajozi katedrálisban dolgozott, a fennmaradt képek alapján voltak segítői, mert az El Sagrario kápolnában található négy táblakép minősége egyenetlen. Morales festett oltárképet Puebla de la Calzadában és Lobónban is. 1560 és 1563 között Arroyo de la Luz templomának főoltárát készítette. A húsz képből 14 Krisztus életéből vett jeleneteket ábrázol; ezek ismétlődnek leggyakrabban munkáiban. Szinte valamennyit ismételten megfestette más megbízásai során. A kompozíciók forrásaként általában Schongauer-, Dürer-, Cort- és Caraglio-metszeteket használt. Ismerte variációit Pieter Coecke van Aelst, Massys, Piombo és Alonso Berruguete képeinek is.
Az évtized második felében számos megbízást kapott Juan de Ribera püspöktől. Az egyházi férfi megbízatása 1568-ban befejeződött, és ekkor elapadtak Morales megrendelési is. Az 1570-es években csak két oltárképpel összefüggésben maradt fenn a neve: a San Felices de los Gallegos-i megbízást 1572-ben, az elvasi munkát pedig 1575 végén vagy 1576 elején vállalta el. A festő és családja 1582-ben Alcántarába költözött, ahol oltárképet készített a városi kolostornak.

## Képei

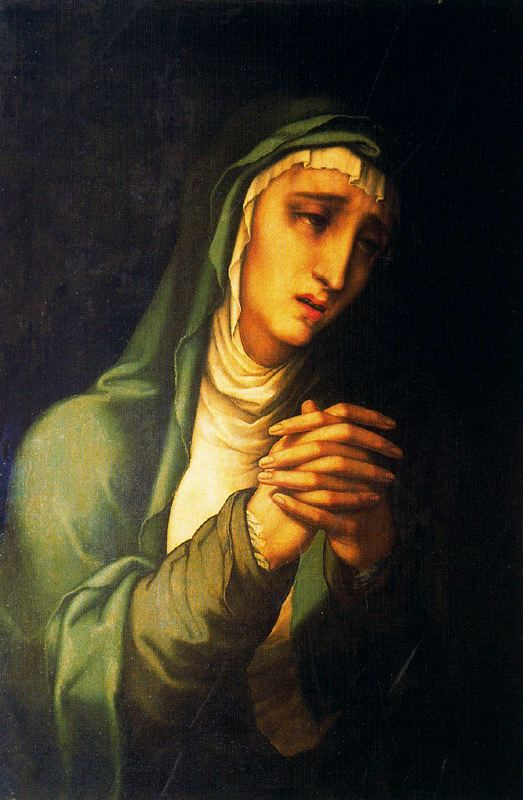
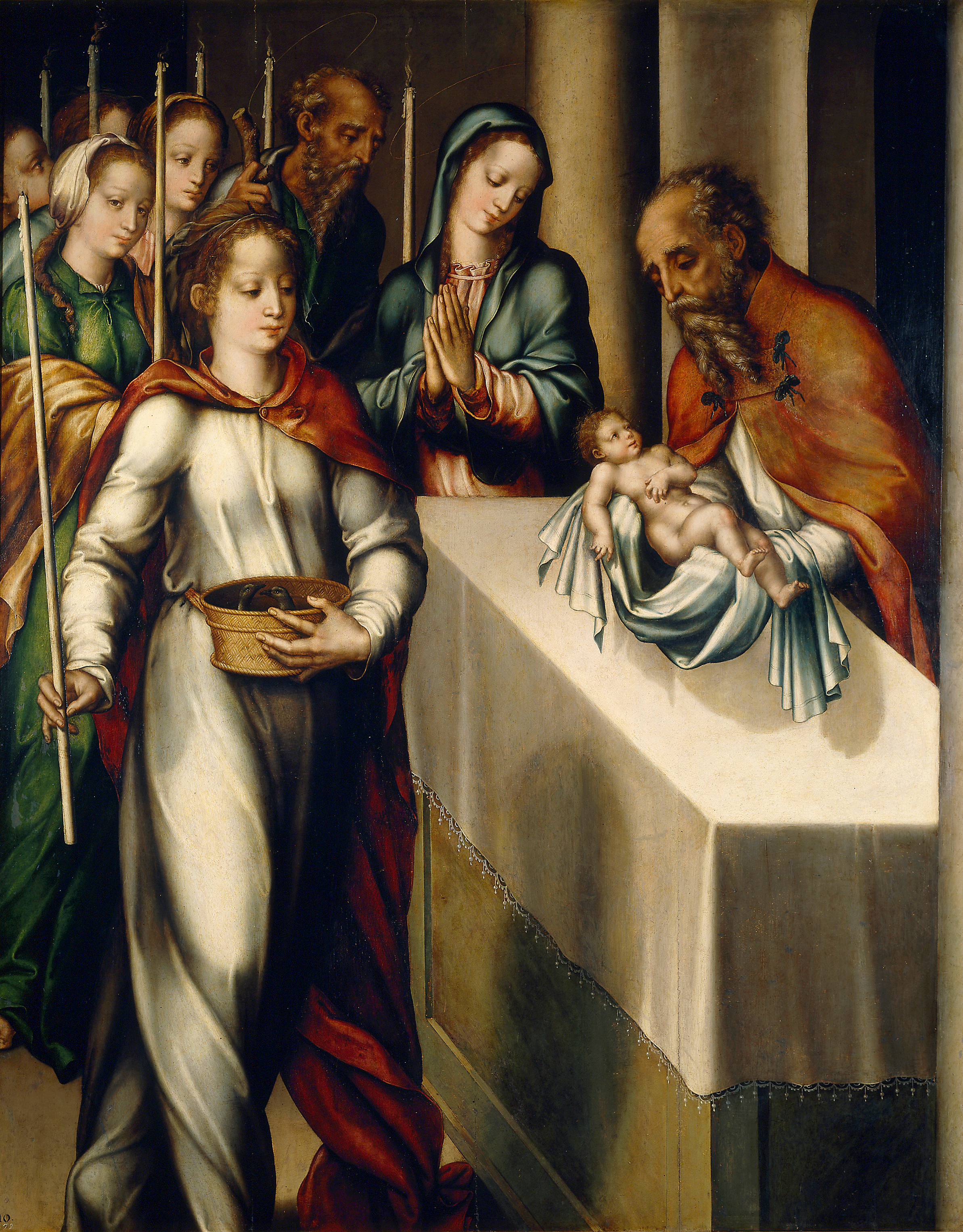
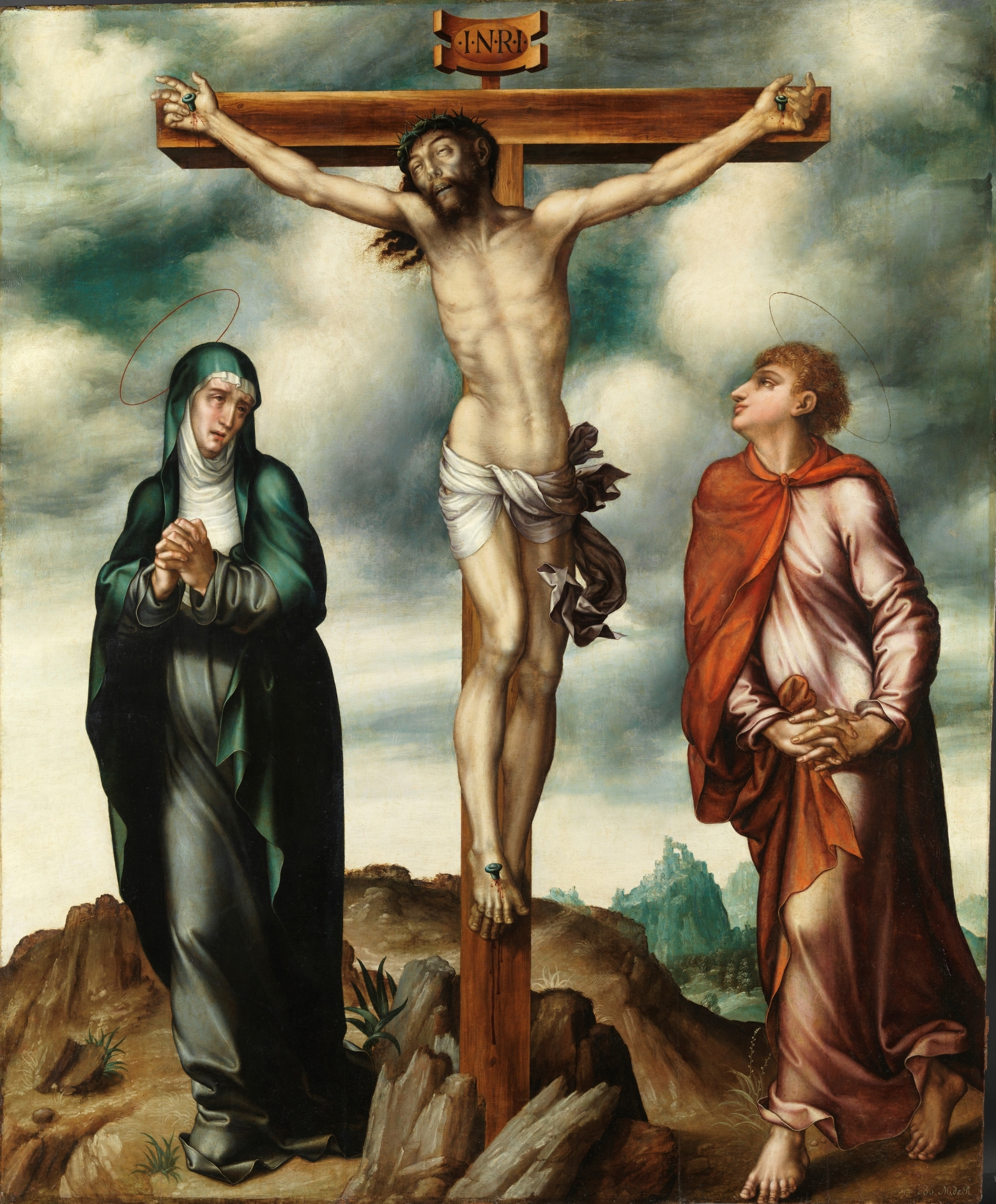
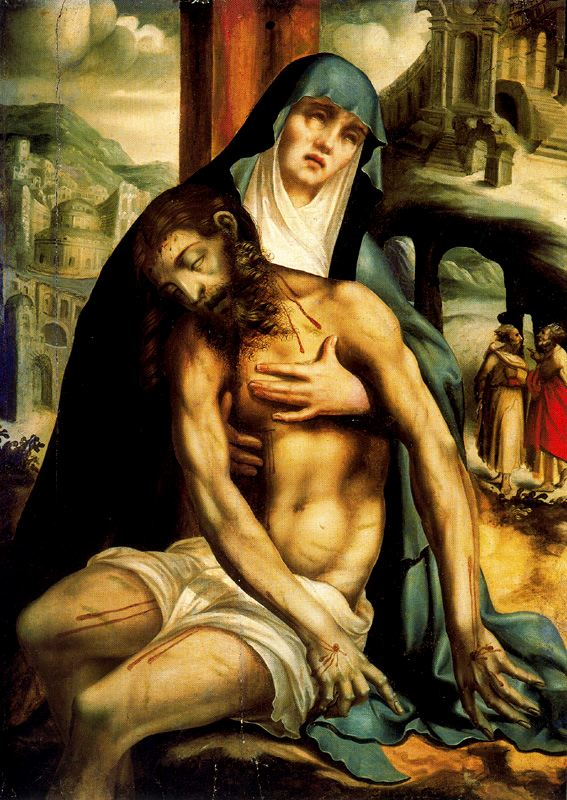
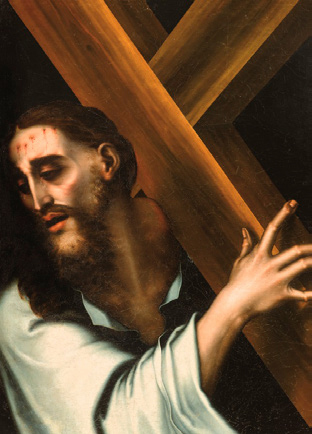
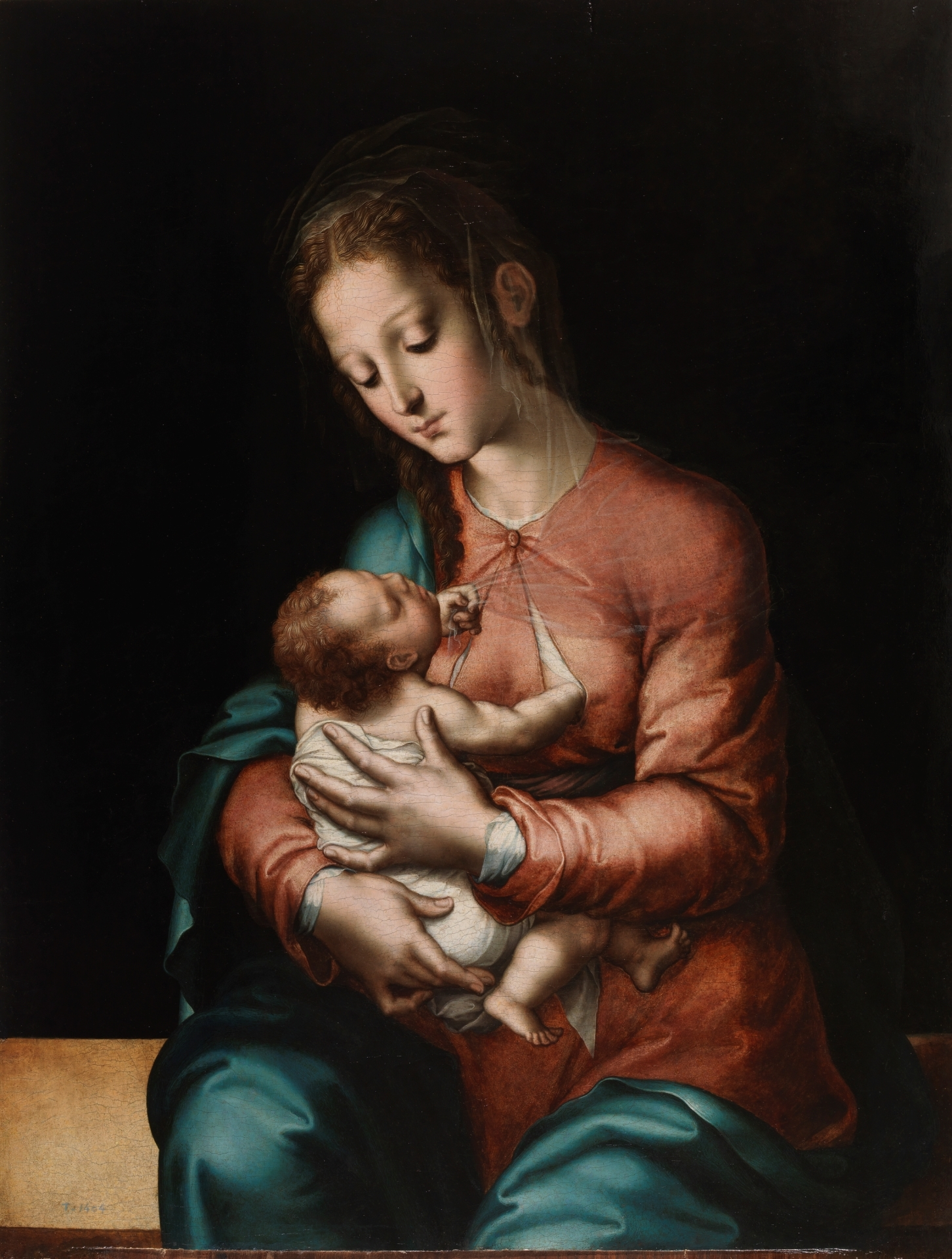